# (14153) Dianecaplain
(14153) Dianecaplain est un astéroïde de la ceinture principale.

## Description
(14153) Dianecaplain est un astéroïde de la ceinture principale. Il fut découvert le 26 septembre 1998 à Socorro (Nouveau-Mexique) par le projet LINEAR. Il présente une orbite caractérisée par un demi-grand axe de 2,36 UA, une excentricité de 0,06 et une inclinaison de 3,8° par rapport à l'écliptique.

## Compléments